# آیمری قبرس
ایمری قبرس (لاتین: Aimericus) یا آمالریک یا اموری، پادشاه قبرس و پادشاه اورشلیم در بین سال‌های ۱۱۹۴ تا ۱۲۰۵ میلادی بود.